# Despertar Brasiliense
O Despertar Brasiliense foi um periódico publicado no Rio de Janeiro, então capital do Brasil, às vésperas da Independência.
Publicado em Outubro de 1821 por Francisco de França Miranda, apresentava linha conservadora, afirmando-se que era protegido pelo Príncipe D. Pedro. Conheceu apenas um número.